# ペンシルベニアドイツ語
ペンシルベニアドイツ語（標準ドイツ語：Pennsylvania-Deutch, Pennsilfaani-Deitsch、アレマン語：Pennsylvania-Ditsch、英語：Pennsylvania-German）は、北アメリカのカナダおよびアメリカ中西部でおよそ15万から25万人の人びとに話されているドイツ語の系統である。高地ドイツ語のうち上部ドイツ語の一派アレマン語の一方言である。ペンシルベニアアレマン語(Pennsilfaani-Alemanisch, Pennsylvania-Alemannic)とも呼ばれる。

## 概要
この言語を主に使用するのは、アメリカ合衆国のペンシルベニア州東部から発生し、中西部、モンタナ州、アイダホ州、ワイオミング州、ワシントン州、オレゴン州、それにカナダのオンタリオ州に住んでいる大部分のゲルマン・ドイツ系アメリカ人である。
話し手の多くはアーミッシュかオールド・オーダー・メノナイト派である。ただし、数世代前は全く違う状態にあった。これについては以下の#継承の節を参照のこと。またメノナイト派の内アメリカ北部や南部に住む人びとは、低地ドイツ語の諸語（ニーダーザクセン語および低地フランク語）を話すことがあるが、これはまた全く異なるグループの言語である。
ペンシルベニア・ダッチ(Pennsylvania-Dutch)とも呼ばれるが、いわゆるオランダ語と直接の関係はない。英語のダッチ(Dutch)は現代ではオランダ語やオランダ人の意味で使われるが、古くはドイツ語およびドイツ人を指す言葉であった。この語とDeutschは同語源である。元来オランダはドイツ文化圏の一部とみなされていたが、後に意味が狭義化した。この紛らわしい呼び名は、その古い語義を保つ形になっている。
同時にアシュケナジム（ユダヤ系）が使用するイディッシュ語とも系統が異なるグループの言語である。

## ヨーロッパにおける起源
ペンシルベニアドイツ語は、ドイツ中西部のプファルツ地域の言語である中部ドイツ語に属するフランケン諸語（中部フランケン方言）に最もよく似ている。しかし、アメリカやカナダに見出されるペンシルベニアドイツ語の話し手は、中欧南西部のドイツ語圏（アレマン諸語）のさまざまな地域からの移民から構成される。これはアルザス(Alsace)、スイス(Swiss)を含む南西部のバーデン(Baden)、バイエルン・シュヴァーベン(Bayerisch Schwaben)を含む南中部のシュヴァーベン(Schwaben)、フランケン地方南西部を含む中南部のヴュルテンベルク(Württemberg)など、移民がやって来てから最初の数世代の間に各種の方言が融合し、現在のようなものになったという。

## 発音
ペンシルベニアドイツ語は、大衆文化のなかではアーミッシュと結び付けられることが多い。ペンシルベニア・ジャーマン訛りの英語を話す人は、v と w の発音をすり替えてしまうことなどが典型的である。たとえば「ワンダフルなヴァイオリン」と言うべきところを「ヴォンダフルなウィオリン」と言ってしまう、などとされる。ただし、現実のペンシルベニアドイツ語の話し手が英語を話す際には、非常にわずかな訛りしかない。上のようなイメージは観光のために誇張されているものという色合いが濃い。

## 文字表記
現在、ペンシルベニアドイツ語には、2つの競合する表記の方法が存在している。
例えば「主の祈り」は、次のように2通りに表記され得る。

Unsah Faddah im Himmel,

dei nohma loss heilich sei,

Dei Reich loss kumma.

Dei villa loss gedu sei,

uf di eaht vi im Himmel.

Unsah tayklich broht gebb uns heit,

Un fagebb unsah shulda,

vi miah dee fagevva vo uns shuldich sinn.

Un fiah uns naett in di fasuchung,

avvah hald uns fu'm eevila.

Fa dei is es Reich, di graft,

un di hallichkeit in ayvichkeit.

Amen.

Unser Fadder im Himmel, 

dei Naame loss heilich sei, 

Dei Reich loss kumme. 

Dei Wille loss gedu sei, 

uff die Erd wie im Himmel. 

Unser deeglich Brot gebb uns heit, 

Un vergebb unser Schulde, 

wie mir die vergewwe wu uns schuldich sinn. 

Un fiehr uns net in die Versuchung, 

awwer hald uns vum Iewile. 

Fer dei is es Reich, die Graft, 

un die Hallichkeit in Ewichkeit. 

Amen.

参考までに、現代の標準的ドイツ語による表記は、次のようになる。

Vater unser im Himmel, 

geheiligt werde dein Name. 

dein Reich komme, 

dein Wille geschehe 

wie im Himmel, so auf Erden. 

Unser tägliches Brot gib uns heute, 

und vergib uns unsere Schuld, 

wie auch wir vergeben unseren Schuldigern. 

Und führe uns nicht in Versuchung, 

sondern erlöse uns von dem Bösen. 

Denn Dein ist das Reich 

und die Kraft und die Herrlichkeit 

in Ewigkeit

Amen.

## 継承
ペンシルベニアドイツ語は、少なくとも2つの意味で絶滅の危機に直面している。ひとつには、この言語はペンシルベニア州南東部でかつて日常的に話されていたのだが、今日ではそのような使われ方はされていない。今日でも高年齢層のなかにはペンシルベニアドイツ語を話す人々が多い。だが、彼らの孫の世代は英語のみしか知らないのが普通である。もうひとつ、今日でもペンシルベニアドイツ語を日常的に使っているアーミッシュについては、そこに多くの英単語が混ざるようになったことが指摘できる。一部の関係者は、この変化が進展するとやがてペンシルベニアドイツ語は消え去ってしまうのではないか、と危惧している。また、この変化が加速しつつあることも指摘されている。これは多くのアーミッシュの大規模な共同体にとって土地が稀少になりつつあり、それに伴って農業以外の職業に就く必要性が出てきているためである。工場などで働く場合、英語との接触がかなり増えることになるケースがある。
また、アーミッシュとオールド・オーダー・メノナイト派は、かつてはペンシルベニアドイツ語の話し手のごく少数を占めるに過ぎなかったが、現在ではかれらだけが世代間の言語の継承をおこなっているため、話し手の大多数を占めるようになった。ジョンズ・ホプキンズ大学の社会学者でペンシルベニア・ダッチ人のジョン・A・ホステトラー(John A Hostetler)によれば、当初これら2つの集団は話し手全体の人口の10%以下であったという。
しかしながら、この2集団がペンシルベニアドイツ語の使用をやめる兆候はない。かれらの文化では、言語は従順さ、謙譲の証として扱われ、外部の世界に対するバリアーとして機能している。また、アーミッシュは一般に多産であるため、短期的には若い世代の話し手がいなくなる可能性は低い。

## 話し手の人口
カナダでは、次の3つの集団がペンシルベニアドイツ語を話す。
- アーミッシュ（ツヴィングリ派）
- オールド・オーダー・メノナイト派
- 他のメノナイト派の人々の内、中年や高年齢で先祖がペンシルベニア州からの移民である人々が多い。

一般に、カナダ国内のペンシルベニアドイツ語の話し手はアメリカ国内の話し手の数と比べて非常に少ない。だが、少なくともカナダのメノナイト派の内の1集団は、ペンシルベニアドイツ語の使用を中止する率がアメリカの同様の集団と比べて低いことがわかっている。具体的には自動車(automobile)オールド・オーダー・メノナイト派がそうである。アメリカでは自動車を利用するオールド・オーダー・メノナイト派の人々は、英語に切り替えてしまうけれども、カナダではこうした人びとは家庭内で依然としてペンシルベニアドイツ語を使い続けている。
アメリカ国内では、次の各集団がペンシルベニアドイツ語を話す。
- 全てのオールド・オーダー・アーミッシュ
- 全てのニュー・アーミッシュ
- ホース・アンド・バギー・オールド・オーダー・メノナイト
  - （ただし、Shenandoah Valley のオールド・オーダー・メノナイトの中には、英語しか話さない一家もある）
- ビーチー・アーミッシュの一部
  - （かれらの多くは英語へ切り替えつつある）
- 以下の諸集団の一部、主に高年齢者層：
  - ルター派
  - 改革派
  - モラヴィアン＝モラヴィア兄弟団(Moravian)
  - シュヴェンクフェルダー派(Schwenkfelder)
  - ブレザレン教会(Church of the Brethren)
  - カトリック
  - ユダヤ教徒（イディッシュ語）

これらの内、最後の一連の諸集団が、かつてペンシルベニアドイツ語の使い手の主流派をなしていた。また、今日では夜間学校で言語を教える試みなどもおこなわれている。しかしながら、これらの集団内での話し手の数は年々減少する傾向にある。ほかに、こうした人々を主な対象とした週に一度のラジオ番組があり、ルター派と改革派教会の内、以前ドイツ語を使っていた支部の多くは、ペンシルベニアドイツ語による毎年一回のミサをおこなっている。また、ペンシルベニアドイツ語の母語話者と商取引を頻繁に行う人々のなかには、この言語を話すようになる人もいる。
今日の話し手の人口は、15万（非常に慎重な見積り）から25万の間であると思われる。但し、学術出版物も含め、これよりもさらに低い数字を提供する者もいる。これは上に挙げたさまざまな集団の存在に気づかないために起こる誤認による。
全人口の内、アーミッシュは15万から20万人を占める。オールド・オーダー・メノナイトは数万人、その他のメノナイト派の話し手が数千人、アーミッシュでもメノナイト派でもない話し手が数千人いる。たとえば、ペンシルベニア南東部にあるペンシルベニアドイツ語の話し手のための組織であるGrundsau Lodgeの会員数は、6千人にのぼるとされる。
これらの内、アーミッシュの人口は見積りがやや困難である。アーミッシュの人口として統計上報告されるものは、しばしば洗礼を受けた人の数である。ここには20代なかばと、それ以下の人口を含まない。教区の数と教区ひとつ当たりの平均人口に基づいた推計の方がより正確である。さらに、ペンシルベニア州、オハイオ州、インディアナ州の各州には大きな話し手の集団がいることがわかっているが、これら以外の地域の話し手は、英語の話し手の間に散在しているために把握が困難である。
アーミッシュの人口の公式な統計は、現在のところ存在しない。また、ペンシルベニアドイツ語を話す人びとは、カナダやアメリカの国勢調査ではドイツ語を話す者としてカウントされる。これは回答用紙にある選択肢のなかでドイツ語が一番近いためである。